# Josep Antoni Barraquer Roviralta

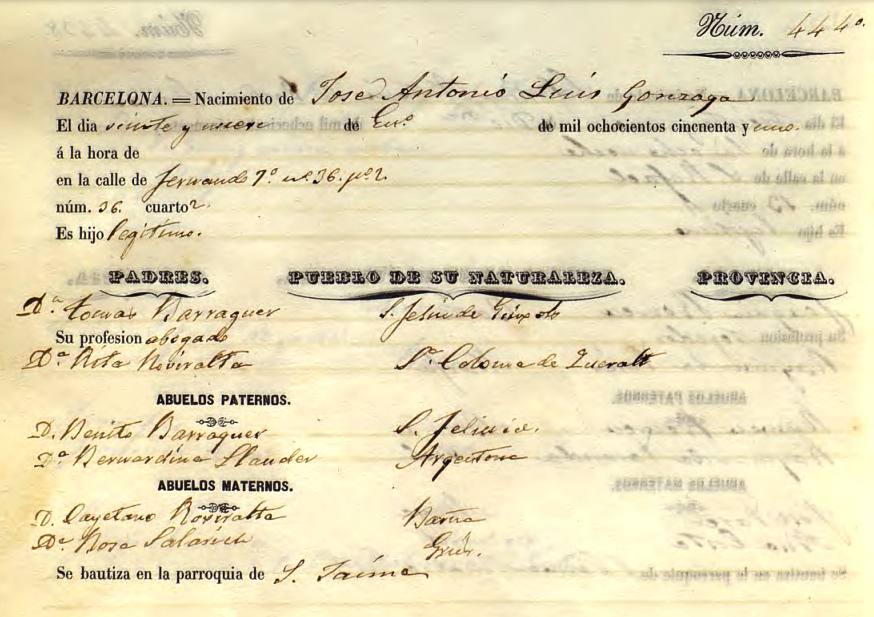
según consta en el Registro Civil de Barcelona, su fecha de nacimiento es el 29/01/1851

Josep Antoni Barraquer i Roviralta (Barcelona, 28 de agosto de 1852 - Barcelona, 25 de abril de 1924) fue un médico oftalmólogo español, hermano del historiador Cayetano Barraquer y Roviralta y del neurólogo Lluís Barraquer i Roviralta .  Padre del oftalmólogo Ignasi Barraquer i Barraquer y abuelo del también oftalmólogo Joaquim Barraquer Moner .

## Biografía
Su familia era originaria de San Felíu de Guixols.  Su padre, Tomàs Barraquer i de Llauder, fue familia del militar Manuel de Llauder y de Camín. Era el tercero de ocho hermanos. En 1872, junto con otros compañeros de estudios como Salvador Cardenal Fernández, fundó el Laboratorio, antecedente de la actual Asociación de Estudiantes de Ciencias de la Salud (AECS).  Licenciado en medicina por la Universidad de Barcelona (1877) y doctor por la Universidad de Madrid. En 1879 fundó un dispensario en el Hospital de la Santa Cruz y se interesó por la histología de la mano de Santiago Ramón y Cajal, quien entonces estaba establecido en Barcelona. Sus preparaciones serán una base fundamental para el conocimiento anatómico del ojo.
Estudió enfermedades oculares  en París con Xavier Galezowski, Louis de Wecker, Photinos Panas, Charles Philippe Robin y Louis Ranvier . De vuelta a Barcelona, organizó el servicio de oftalmología en el Hospital de la Santa Cruz, que dirigió desde 1880 hasta 1910, cuando se marchó al Hospital Clínico.
En 1888 participó en el Congreso Médico de Barcelona, donde en la comunicación La ceguera en España propuso al gobierno que implantara la enseñanza de la oftalmología en las facultades de Medicina. El gobierno aceptó hacerlo sin convocar oposiciones y nombrando directamente a los catedráticos bajo propuesta previa de las facultades de medicina y los Reales Academias. Josep Antoni Barraquer fue nombrado catedrático de oftalmología en la Facultad de Medicina de la Universidad de Barcelona en 1914, cargo que ocupó hasta su jubilación. 
Ideó nuevas técnicas de extracción extracapsular de cataratas y fue uno de los primeros en aplicar la cocaína como anestésico.  También fue experto como micrógrafo y entre sus trabajos cabe mencionar los dedicados a la histopatología sobre lesiones oculares, morfología normal y anatomía topográfica.
Fue miembro de la Real Academia de Medicina de Cataluña .  En 1903 fundó la Sociedad Oftalmológica de Barcelona y dirigió las revistas especializadas Boletín de la Clínica Oftalmológica del Hospital de Santa Cruz (1885-1886) y Oftalmología (1908-1912).